# Heimiomyces neovelutipes
Heimiomyces neovelutipes är en svampart som först beskrevs av Hongo, och fick sitt nu gällande namn av E. Horak 1980. Heimiomyces neovelutipes ingår i släktet Heimiomyces och familjen Mycenaceae.   Inga underarter finns listade i Catalogue of Life.